# Frankley
Frankley – wieś w Anglii, w hrabstwie Worcestershire, w dystrykcie Bromsgrove. Leży 30 km na północny wschód od miasta Worcester i 165 km na północny zachód od Londynu. W 2001 miejscowość liczyła 122 mieszkańców.